# Championnat d'Équateur de football 1973
Navigation
Saison précédente Saison suivante
La saison 1973 du Championnat d'Équateur de football est la quinzième édition du championnat de première division en Équateur.
Le fonctionnement du championnat change de nouveau cette saison. Les douze équipes sont réunies au sein d'une poule unique où elles s'affrontent deux fois, à domicile et à l'extérieur. À la fin de cette première phase, les huit premières disputent la seconde phase, les quatre dernières la poule de relégation. Lors de la seconde phase, les huit équipes se rencontrent à nouveau deux fois et les trois meilleures équipes au total cumulé (première et deuxième phases) disputent la Liguilla tandis que les deux derniers sont relégués en deuxième division.
C'est le Club Deportivo El Nacional qui remporte la compétition après avoir battu CDU Católica del Ecuador lors de la finale nationale. C'est le 2e titre de champion d'Équateur de l'histoire du club, après celui obtenu en 1967.

## Les clubs participants
| - Club Sport Emelec - Barcelona Sporting Club - Club Deportivo El Nacional - Deportivo Quito - CDU Católica del Ecuador - Promu de Série B - Club 9 de Octubre - Promu de Série B | - LDU Portoviejo - América de Quito - Atlético Riobamba - Promu de Série B - Club Social y Deportivo Macara - Guayaquil Sport - Promu de Série B - Deportivo Cuenca - Promu de Série B |

## Compétition
Le barème utilisé pour établir les divers classements est le suivant :
- Victoire : 2 points
- Match nul : 1 point
- Défaite : 0 point

### Première phase
| Rang | Équipe                         | Pts | J  | G  | N  | P  | Bp | Bc | Diff |
| ---- | ------------------------------ | --- | -- | -- | -- | -- | -- | -- | ---- |
| 1    | Barcelona Sporting Club        | 29  | 22 | 10 | 9  | 3  | 34 | 17 | +17  |
| 2    | CDU Católica del Ecuador P     | 28  | 22 | 10 | 8  | 4  | 25 | 24 | +1   |
| 3    | Club Deportivo El Nacional     | 27  | 22 | 8  | 11 | 3  | 28 | 22 | +6   |
| 4    | LDU Portoviejo                 | 26  | 22 | 9  | 8  | 5  | 38 | 24 | +14  |
| 5    | América de Quito               | 22  | 22 | 9  | 4  | 9  | 30 | 24 | +6   |
| 6    | Deportivo Quito                | 22  | 22 | 8  | 6  | 8  | 32 | 35 | -3   |
| 7    | Club 9 de Octubre P            | 21  | 22 | 7  | 7  | 8  | 25 | 21 | +4   |
| 8    | Club Sport Emelec T            | 21  | 22 | 9  | 3  | 10 | 29 | 27 | +2   |
| 9    | Club Social y Deportivo Macara | 21  | 22 | 7  | 7  | 8  | 34 | 39 | -5   |
| 10   | Deportivo Cuenca P             | 20  | 22 | 8  | 4  | 10 | 25 | 23 | +2   |
| 11   | Atlético Riobamba P            | 14  | 22 | 3  | 8  | 11 | 20 | 44 | -24  |
| 12   | Guayaquil Sport P              | 13  | 22 | 5  | 3  | 14 | 20 | 40 | -20  |

|  | Qualification pour la seconde phase      |
|  | Participation à la poule de relégation   |
|  | T : Tenant du titre P : Promu de Série B |

### Seconde phase

#### Poule de qualification
| Rang | Équipe                     | Pts | J  | G | N | P | Bp | Bc | Diff |
| ---- | -------------------------- | --- | -- | - | - | - | -- | -- | ---- |
| 1    | CDU Católica del Ecuador P | 19  | 14 | 8 | 3 | 3 | 21 | 10 | +11  |
| 2    | Club Deportivo El Nacional | 18  | 14 | 6 | 6 | 2 | 27 | 13 | +14  |
| 3    | Deportivo Quito            | 18  | 14 | 7 | 4 | 3 | 23 | 21 | +2   |
| 4    | Club Sport Emelec T        | 17  | 14 | 7 | 3 | 4 | 24 | 18 | +6   |
| 5    | Barcelona Sporting Club    | 13  | 14 | 5 | 3 | 6 | 19 | 20 | -1   |
| 6    | LDU Portoviejo             | 11  | 14 | 2 | 7 | 5 | 11 | 20 | -9   |
| 7    | América de Quito           | 10  | 14 | 2 | 6 | 6 | 9  | 21 | -12  |
| 8    | Club 9 de Octubre P        | 6   | 14 | 0 | 6 | 8 | 9  | 20 | -11  |

|  | Relégation en Série B                    |
|  | T : Tenant du titre P : Promu de Série B |

#### Classement cumulé
- Pour déterminer les 3 clubs qualifiés pour la Liguilla, un classement cumulé (première et deuxième phases) est établi pour les six premiers. De plus, le premier accède directement à la finale nationale :

| Rang | Équipe                     | Pts | J  | G  | N  | P  | Bp | Bc | Diff |
| ---- | -------------------------- | --- | -- | -- | -- | -- | -- | -- | ---- |
| 1    | CDU Católica del Ecuador P | 47  | 36 | 18 | 11 | 7  | 46 | 34 | +12  |
| 2    | Club Deportivo El Nacional | 45  | 36 | 14 | 17 | 5  | 55 | 35 | +20  |
| 3    | Barcelona Sporting Club    | 42  | 36 | 15 | 12 | 9  | 53 | 37 | +16  |
| 4    | Deportivo Quito            | 40  | 36 | 15 | 10 | 11 | 55 | 56 | -1   |
| 5    | Club Sport Emelec T        | 38  | 36 | 16 | 6  | 14 | 53 | 45 | +8   |
| 6    | LDU Portoviejo             | 37  | 36 | 11 | 15 | 10 | 49 | 44 | +5   |

|  | Qualification pour la Liguilla           |
|  | T : Tenant du titre P : Promu de Série B |

#### Poule de relégation
| Rang | Équipe                         | Pts | J  | G | N | P | Bp | Bc | Diff |
| ---- | ------------------------------ | --- | -- | - | - | - | -- | -- | ---- |
| 1    | Deportivo Cuenca P             | 17  | 12 | 7 | 3 | 2 | 21 | 5  | +16  |
| 2    | Club Social y Deportivo Macara | 13  | 12 | 4 | 5 | 3 | 18 | 13 | +5   |
| 3    | Atlético Riobamba P            | 9   | 12 | 1 | 7 | 4 | 5  | 12 | -7   |
| 4    | Guayaquil Sport P              | 9   | 12 | 2 | 5 | 5 | 10 | 23 | -13  |

|  | Relégation en Série B |
|  | P : Promu de Série B  |

### Liguilla
|  | Demi-finale                | Demi-finale | Demi-finale              | Demi-finale |                            |   | Finale | Finale | Finale | Finale |  |  |  |  |  |  |
|  |                            |             |                          |             |                            |   |        |        |        |        |  |  |  |  |  |  |
|  |                            |             |                          |             |                            |   |        |        |        |        |  |  |  |  |  |  |
|  |                            |             |                          |             |                            |   |        |        |        |        |  |  |  |  |  |  |
|  | Club Deportivo El Nacional | 3           | 2                        | 2           |                            |   |        |        |        |        |  |  |  |  |  |  |
|  | Club Deportivo El Nacional | 3           | 2                        | 2           |                            |   |        |        |        |        |  |  |  |  |  |  |
|  | Barcelona Sporting Club    | 1           | 2                        | 0           |                            |   |        |        |        |        |  |  |  |  |  |  |
|  | Barcelona Sporting Club    | 1           | 2                        | 0           | Club Deportivo El Nacional | 2 | 3      |        |        |        |  |  |  |  |  |  |
|  |                            |             |                          |             | Club Deportivo El Nacional | 2 | 3      |        |        |        |  |  |  |  |  |  |
|  |                            |             | CDU Católica del Ecuador | 0           | 3                          |   |        |        |        |        |  |  |  |  |  |  |

- Les deux clubs finalistes se qualifient pour la prochaine Copa Libertadores.

## Bilan de la saison
| Championnat d'Équateur de football 1973 |                                       |
| Champion                                | Club Deportivo El Nacional (2e titre) |
| Qualifications continentales            |                                       |
| Copa Libertadores 1974                  | Club Deportivo El Nacional            |
| Copa Libertadores 1974                  | CDU Católica del Ecuador              |
| Promotions et relégations               |                                       |
| Promus en Série A                       | Aucun                                 |
| Relégués en Série B                     | América de Quito                      |
| Relégués en Série B                     | Club 9 de Octubre                     |
| Relégués en Série B                     | Atlético Riobamba                     |
| Relégués en Série B                     | Guayaquil Sport                       |